# 米英撃滅国民大会
米英撃滅国民大会（べいえいげきめつこくみんたいかい）とは、1941年12月10日、真珠湾攻撃からの3日後に後楽園球場で開催された大会。当時戦争に向かって突き進む政府を翼賛し全国民の意志を1つにするために実施された大会であった。
この大会は8社の新聞社、通信社による共催であり、8社は報知新聞社、東京日日新聞社、同盟通信社、中外商業新報社、読売新聞社、国民新聞社、朝日新聞社、都新聞社である。
定刻午後1時には海軍軍楽隊が軍艦マーチを吹奏しながら入場し、開会した。
この大会で徳富蘇峰は大東亜戦争は「義戦」であると講演した。

## 次第
- 開会
- 宮城遥拝
- 国歌奉唱
- 黙祷
- 挨拶 - 奥村喜和男（情報局総裁）
- 戦況報告 - 大平秀雄（陸軍報道部長、陸軍大佐）、平出英夫（海軍報道部第二部長、海軍大佐）
- 興亜の暁鐘 - 徳富猪一郎（東京日日新聞社賓）
- 皇威太平洋を蔽ふ - 緒方竹虎（朝日新聞主筆）
- 敵国撃滅の底力 - 正力松太郎（読売新聞社社長）
- アジア攘夷完遂の秋（とき） - 三木武吉（報知新聞社社長）
- 宣言 - 田中都吉（中外商業新報社長）
- 決議 - 福田英助（都新聞社長）
- 聖寿萬歳 - 田中斉（国民新聞主幹）
- 皇軍萬歳 - 吉野伊之助（同盟通信社長）
- 大合唱 - 「愛国行進曲」（演奏、海軍軍楽隊、指揮、軍楽隊長、内藤清五）